# Luke Hemmings
Luke Robert Hemmings (* 16. Juli 1996 in Freemans Reach, New South Wales) ist ein australischer Popsänger. Bekannt wurde er als Leadsänger von 5 Seconds of Summer, die seit Mitte der 2010er Jahre international erfolgreich ist. Im Juli 2021 veröffentlichte er sein Soloalbum When Facing the Things We Turn Away From.

## Biografie
Luke Hemmings wuchs im Großraum der Metropole Sydney auf. Mit 10 Jahren begann er mit dem Gitarrespielen und nahm später auch Unterricht. Als Jugendlicher spielte er auf der Straße und stellte Aufnahmen seiner Coversongs ins Internet. Zusammen mit Calum Hood und Michael Clifford gründete er die Teenieband 5 Seconds of Summer. 2014 hatten sie mit Ashton Irwin als viertem Mitglied ihren internationalen Durchbruch mit dem Song She Looks So Perfect und ihrem nach der Band benannten Debütalbum. Insgesamt vier Studioalben erreichten bis 2020 Topplatzierungen in vielen Ländern weltweit.
Nachdem im Vorjahr bereits Ashton Irwin ein Soloalbum veröffentlicht hatte, entschloss sich Hemmings ebenfalls zur Aufnahme eines Soloalbums. Als Vorabsingle erschien im Juni Starting Line, das von Sammy Witte produziert worden war. Die meisten Albumsongs schrieb Hemmings zusammen mit Witte, an zwei Songs war auch seine Ehefrau Sierra Deaton beteiligt. Sie ist eine Hälfte des Duos Alex & Sierra, das 2013 die dritte Staffel von The X Factor USA gewonnen hatte. Ende Juli wurde das Album When Facing the Things We Turn Away From veröffentlicht. Es erreichte Platz 1 in den australischen Charts. In England und den USA blieb es aber weit hinter den Erfolgen der Band zurück und in Europa platzierte es sich nur in wenigen Ländern auf hinteren Plätzen.
Am 26. April 2024 folgte seine Solo-EP Boy.

## Diskografie
Alben
- When Facing the Things We Turn Away From (2021)

EP
- Boy (2024)

Lieder
- Starting Line (2021)
- Motion (2021)
- Place in Me (2021)
- Shakes (2024)